# 桃山御陵前站
桃山御陵前站（日语：／ Momoyama-Goryōmae eki */?）是一個位於日本京都府京都市伏見區觀音寺町，屬於近畿日本鐵道（近鐵）京都線的鐵路車站。車站編號是B08。

## 車站構造

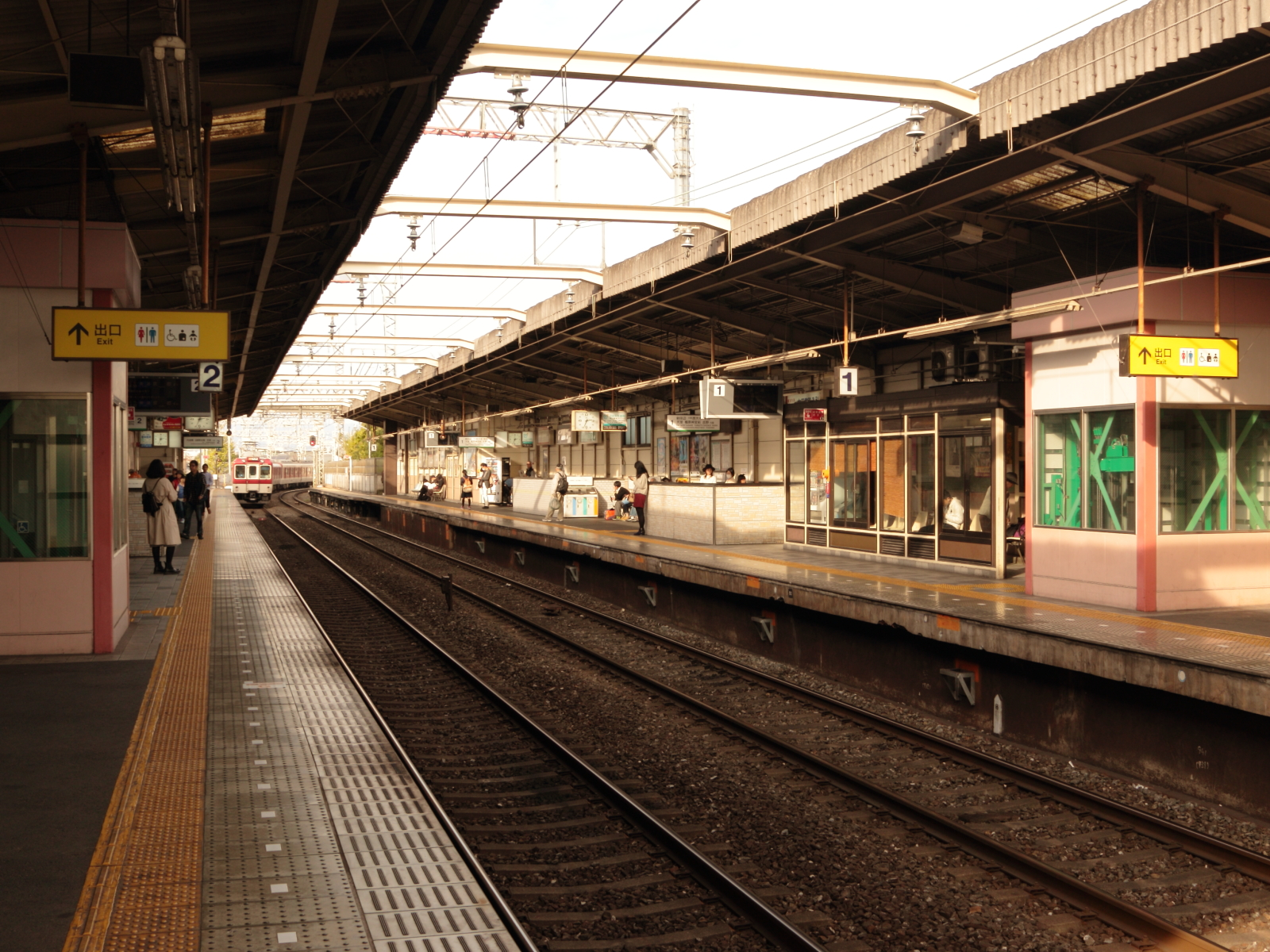
月台

對向式月台2面2線的高架車站。月台有效長度為6節。閘口、大堂為1樓，月台為2樓。閘口只設1處。

### 月台配置
| 月台 | 路線   | 方向 | 目的地                         |
| ---- | ------ | ---- | ------------------------------ |
| 1    | 京都線 | 下行 | 近鐵奈良、天理、橿原神宮前方向 |
| 2    | 京都線 | 上行 | 京都、國際會館方向             |

## 使用情況
近年此站1日上下車人次的調查結果如下表。
- 2018年11月13日：15,214人
- 2015年11月10日：14,997人
- 2012年11月13日：14,855人
- 2010年11月9日：15,216人
- 2008年11月18日：15,267人
- 2005年11月8日：15,407人

## 相鄰車站
近畿日本鐵道
 京都線
■急行
近鐵丹波橋（B07）－桃山御陵前（B08）－大久保（B12）
■準急、■普通
近鐵丹波橋（B07）－桃山御陵前（B08）－向島（B09）

## 外部連結
- 桃山御陵前 - 近畿日本鐵道